# Hydrophylax
Hydrophylax là một chi thực vật có hoa trong họ Thiến thảo (Rubiaceae).

## Loài
Chi Hydrophylax gồm các loài: